# Pavlína Šulcová
Pavlína Šulcová (* 9. května 1986) je bývalá česká cyklistka.
Původně jezdila na horských kolech, na kterých vyhrála maraton i půlmaraton na mistrovstvích České republiky. V roce 2011 zkusila jako součást své zimní přípravy také cyklokros, v němž získala na republikovém šampionátu téhož roku bronz. Zkusila závodit i v silniční cyklistice a v roce 2012 na Mistrovství České republiky vyhrála hromadný závod a byla třetí v časovce. Startovala také na Mistrovství světa v silniční cyklistice 2012. V roce 2013 se rozhodla k plnému přestupu na silniční kolo. Sportovní kariéru ukončila v roce 2015.